# Choča
Choča je obec na Slovensku v okrese Zlaté Moravce. Žije v ní 470 obyvatel.

## Historie
Známky osídlení oblasti pochází již z neolitu. První písemná zmínka o vesnici je z roku 1209 a ves v ní byla uvedena jako Hecze. Později se objevuje pod názvy Heche (1268), Hecche (1270), Hetchen (1275), Hecchen (1293), Hereche (1298), Kysheche (1372), Kyshecche a.n. Bardwzfewlde (1519), Naghheche (1520), Chocža (1773), Choča (1808), maď. Hecse. Obec patřila místním zemanům, ve 13. století část obce hradům Tekov a Hlohovec. V roce 1376 ji Forgáčové násilně připojili ke svému panství Jelenec a od 17. století patřila panství Zlaté Moravce. Obyvatelé se živili převážně zemědělstvím.

## Přírodní poměry
Choča leží v severovýchodní části Žitavské pahorkatiny v dolině Čerešňového potoka.
Vlastní obec se rozkládá v nadmořské výšce 180 metrů. Katastr má charakter pahorkatiny, je převážně odlesněný, podkladem jsou třetihorní jíly, písky a štěrky kryté spraší. Rozloha katastrálního území činí 4,39 km².